# Liste de mines au Nouveau-Brunswick
Voici une liste de mines situées au Nouveau-Brunswick.

## Liste manuelle
| mine                    | production          | Coordonnées | lieu      | propriétaire                          | exploitation | Comments | References |
| ----------------------- | ------------------- | ----------- | --------- | ------------------------------------- | ------------ | -------- | ---------- |
| Mine de Brunswick       | plomb, zinc, cuivre |             | Bathurst  | Xstrata                               | 1964-2013    |          |            |
| Brunswick 6 mine (en)   | plomb, zinc, cuivre |             | Bathurst  | Brunswick Mining and Smelting Company | 1966-1983    |          |            |
| Heath Steele Mines (en) | plomb, zinc, cuivre |             | Miramichi | Noranda                               | 1957-1999    |          |            |
| mine Picadilly (en)     | Potasse (minerai)   |             | Sussex    | PotashCorp                            | 2010-        |          |            |

- mine de zinc Caribou (en)
- mine Wedge (en)
- mine Chester (en)
- mine Key Anacon (en)
- mine de fer Austin Brook (en)
- mine Murray Brook (en)
- mine CNE (en)
- mine Stratmat Boundary (en)